# João Luiz
João Luiz Alves Soares (* 16. Februar 1999 in Guanhães) ist ein brasilianischer Fußballspieler.

## Karriere
João Luiz begann seine Karriere bei Cruzeiro Belo Horizonte. Zur Saison 2019/20 wechselte er nach Portugal zum Drittligisten FC Alverca. Für Alverca kam er zu fünf Einsätzen in der dritthöchsten Spielklasse.
Im September 2020 wechselte er zum österreichischen Zweitligisten FC Wacker Innsbruck, bei dem er einen bis Juni 2023 laufenden Vertrag erhielt. Sein Debüt in der 2. Liga gab er im Dezember 2020, als er am zwölften Spieltag der Saison 2020/21 gegen den Grazer AK in der Startelf stand. Insgesamt kam er für die Tiroler zu 23 Zweitligaeinsätzen, in denen er ein Tor erzielte. Nach dem Zwangsabstieg aus der 2. Liga verließ er Wacker nach der Saison 2021/22.
Im Juli 2022 wechselte er dann zum vormaligen Ligakonkurrenten SKU Amstetten. Für Amstetten absolvierte er 14 Zweitligapartien. Nach der Saison 2022/23 verließ er den Klub wieder.
Im August 2023 zog er dann weiter innerhalb der Liga zu Schwarz-Weiß Bregenz. Für Bregenz kam er insgesamt zu elf Zweitligaeinsätzen, in denen er zweimal traf. Bereits im Januar 2024 verließ er die Vorarlberger wieder und wechselte zum Bundesligisten FC Blau-Weiß Linz, bei dem er einen bis Juni 2024 laufenden Vertrag unterschrieb.